# 约瑟夫·西伦凯维兹
约瑟夫·西伦凯维兹（波蘭語：Józef Adam Zygmunt Cyrankiewicz，[ˈjuzɛf t͡sɨranˈkʲɛvit͡ʂ]  试听；(1911年4月23日—1989年1月20日），波兰社会党政治家，1948年后成为波兰统一工人党领导人。

## 生平
西伦凯维兹出生于塔尔努夫一个建筑工程师家庭，毕业于克拉科夫的雅盖隆大学。1932年加入波兰社会党。1935-1939年任社会党克拉科夫区工人委员会书记。1941-1945年被监禁于奥斯维辛和茅特豪森集中营。1947年担任波兰共和国总理，1952年任波兰人民共和国部长会议副主席，1954年任主席（总理）。1970年任国务委员会主席（国家元首）。1989年去世。